# Oleszna
Oleszna [ɔˈlɛʂna] (Duits: Langenöls) is een Pools dorp in de gemeente Łagiewniki, gelegen in het Poolse woiwodschap Neder-Silezië, in powiat Dzierżoniowsk in het zuidwesten van het land. Het dorp ligt ongeveer 3 km ten noordwesten van Łagiewniki, 21 km ten noordoosten van Dzierżoniów en 40 km ten zuidwesten van Wrocław. Voor 1945 was het een Duitse plaats. Er wonen ongeveer 900 mensen in Oleszna.

## Geboren in Oleszna
- Jan Brzeźny, wielrenner